# Mardiros I (ormiański patriarcha Jerozolimy)
Mardiros I (ur. ?, zm. ?) – w latach 1419–1430 ormiański Patriarcha Jerozolimy.